# Scemo del villaggio

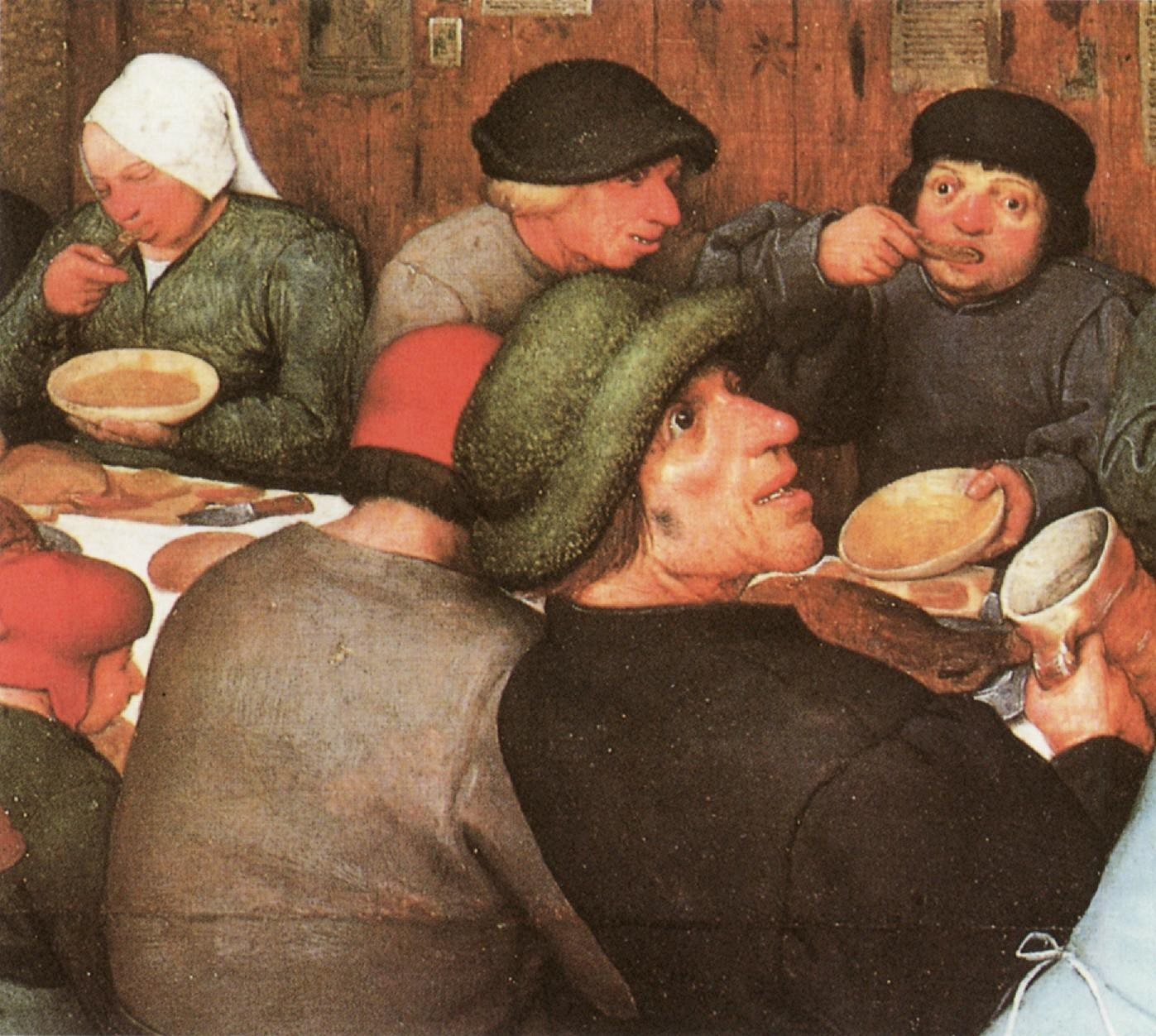
Particolare da Il banchetto nuziale (1568), dipinto olio su tavola di Pieter Brueghel il Vecchio, con al centro, in evidenza, lo scemo del villaggio

Lo scemo del villaggio (anche comunemente detto il matto del villaggio oppure il grullo del paese) è, in senso stretto, una ricorrente figura sociale di persona che gode di una notorietà locale nella piccola comunità alla quale appartiene e che è conosciuto per il fatto di esprimere stupidità, scioccheria, per essere dotato di una mente sempliciotta e di uno scarso livello di intelligenza. Il termine è usato anche come stereotipo per denotare un disabile mentale o come epiteto per tacciare l'atteggiamento di singole persone, considerato naïf e improntato a un ottimismo non agganciato alla realtà.

## Storia

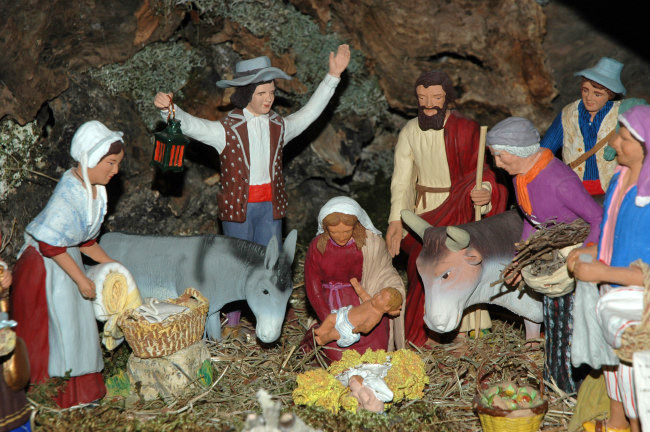
Le Ravi, "santon" del presepe provenzale, esprime stupore davanti alla Natività

Si tratta di una figura ricorrente nella società umana: per Michel Foucault "era tradizionale [...] che in tutti i villaggi ci fosse qualcuno che veniva chiamato lo scemo del villaggio", un tratto caratteristico di queste realtà comunitarie che si poteva rinvenire ancora come sopravvivente "in alcune regioni [...] un po' arretrate e arcaiche" dell'Europa del Novecento.

## Sociologia

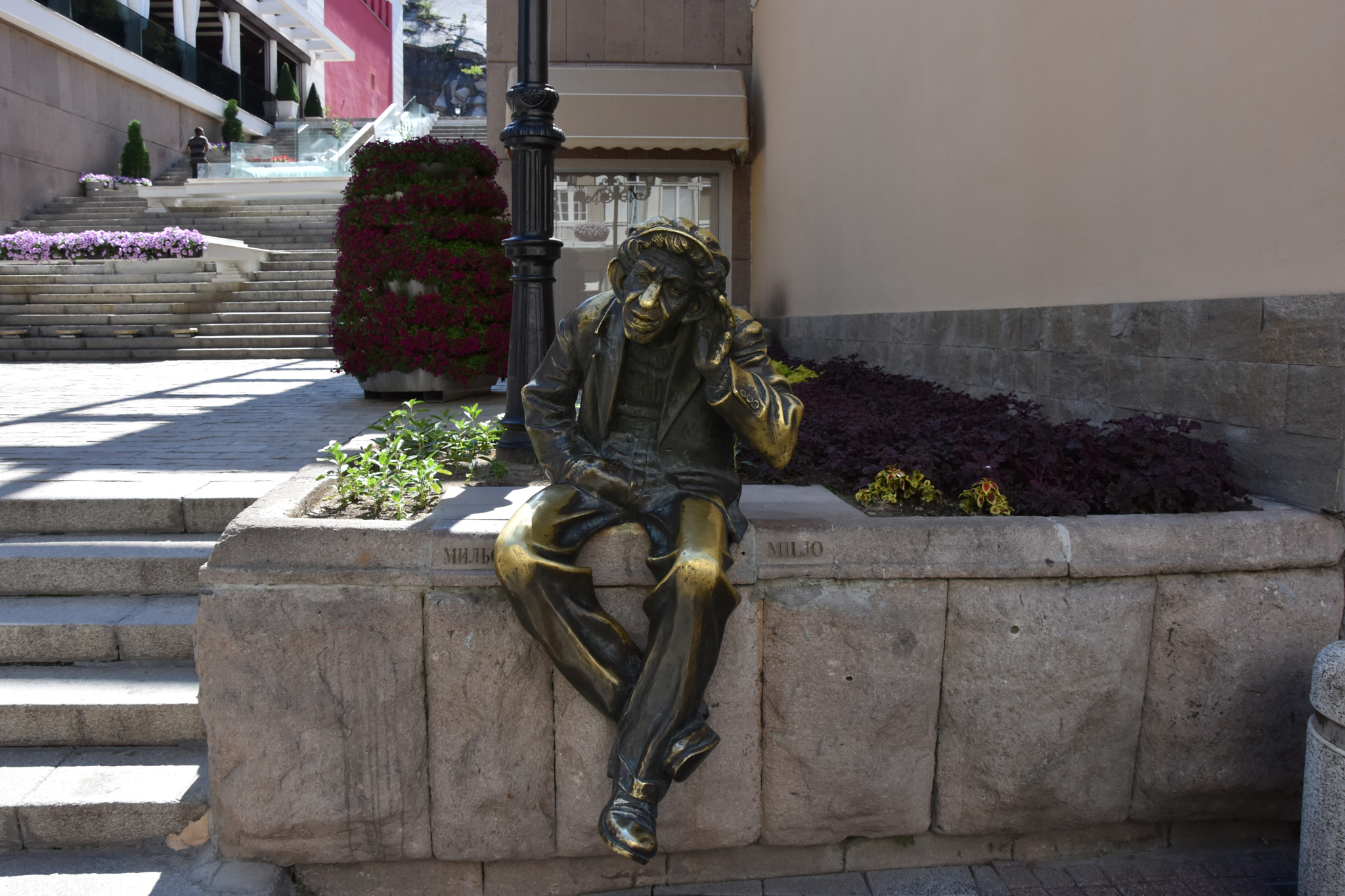
Statua bronzea di Milyo, scemo del villaggio di Plovdiv, in Bulgaria, lungo la strada principale della città

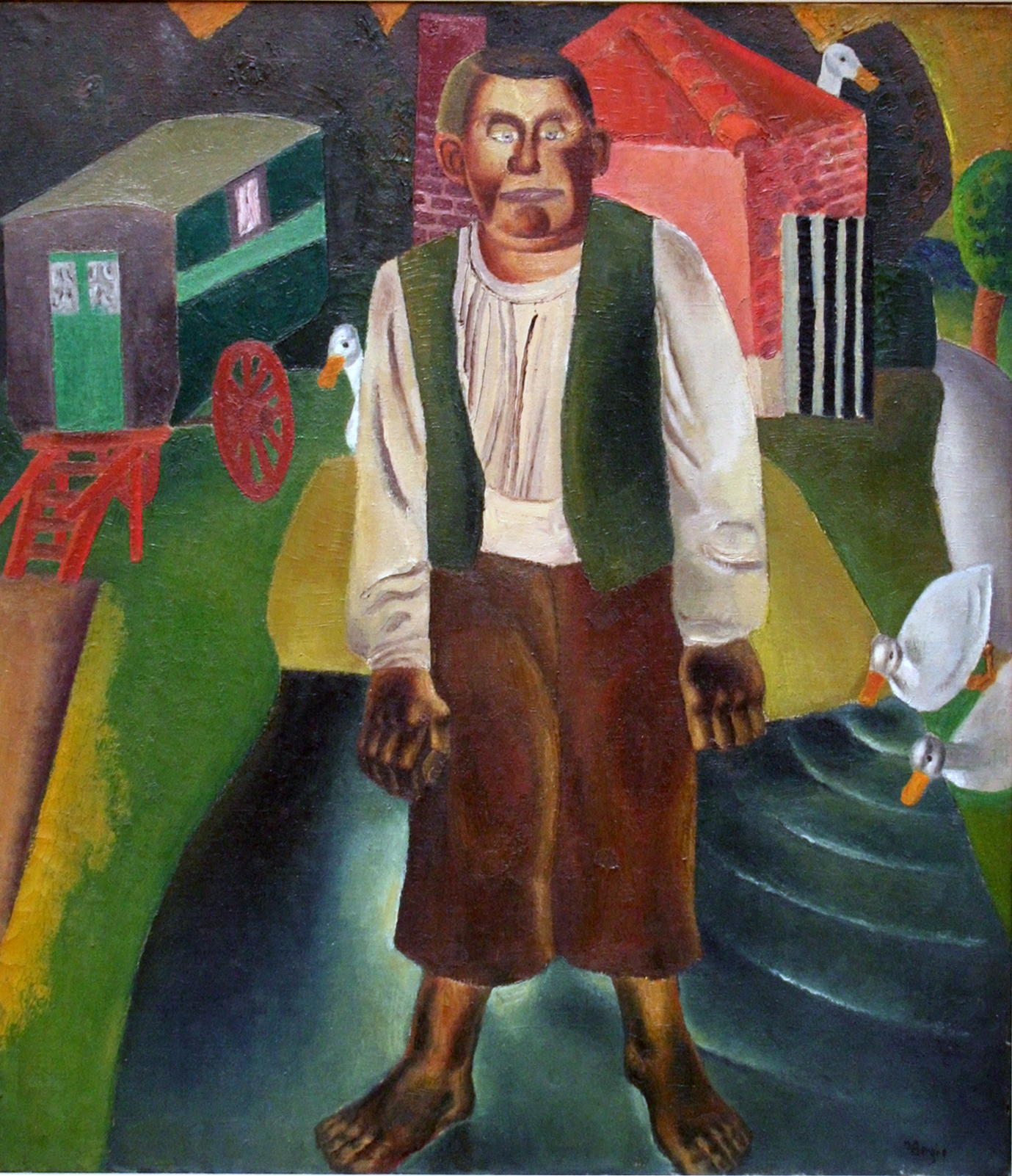
L'idiota allo stagno, dipinto di Frits Van den Berghe (1926)

Da un punto di vista socio-antropologico, lo scemo del villaggio è stato a lungo considerato un ruolo sociale accettato, come quello di un individuo singolare, deviante dalla "norma", dipendente (per la sua condizione sociale) dalla comunità di appartenenza ma anche in grado di essere partecipe della stessa e capace di contribuire al suo tessuto sociale. Questa condizione sociale "accettata", e in certa misura "integrata", è stata gradualmente travolta dall'avvento della società industriale, il cui realizzarsi non solo ha modificato le condizioni di lavoro, ma ha anche creato la classe sociale del proletariato industriale e determinato una modifica profonda delle relazioni sociali, erodendo, in modo progressivo, le comunità esistenti e riducendo la possibilità di contribuirvi a varie figure marginali (come il mendicante e, appunto, lo scemo del paese), i cui ruoli sociali, un tempo riconosciuti e accettati, sono andati man mano eclissandosi con il tempo, fino alla loro virtuale sparizione.
Già in epoca bizantina lo "scemo del villaggio" era trattato come una forma accettabile di individuo squilibrato, compatibile con le allora prevalenti concezioni normative dell'ordine sociale. Anche nell'Europa del Medioevo lo scemo del villaggio trovava un suo ruolo e una legittima collocazione, quale personaggio in certo qual modo tollerato, accolto, sostentato e nutrito dalla società. La sua vita si svolge in un orizzonte che si può definire come una forma di integrazione sociale, una dimensione esistenziale limitata, comunque, che gli riservava uno statuto marginale e affievolito: gli scemi del villaggio "non lavoravano, non erano sposati, non facevano parte del sistema del gioco, e il loro linguaggio era piuttosto svalutato".
Questo suo status sociale intermedio ha fatto sì che Erving Goffman, nella sua opera Stigma: Notes on the Management of Spoiled Identity (1963), ricorresse alla figura paradigmatica del "village idiot" per illustrare uno dei quattro "tipi" (quello integrato) nella sua tassonomia quadripartita della devianza.
Il concetto dello "scemo del paese" è in relazione stretta, sul versante opposto, con quello di "sapiente del villaggio", o "genio del villaggio", spesso legato al concetto dell'anti-intellettualismo preindustriale, dal momento che entrambe le figure sociali potevano essere oggetto tanto di pietà quanto di derisione. I ruoli sociali dei due si trovano combinati e applicati, soprattutto in un contesto sociopolitico, nel giullare di corte dell'Europa medievale e rinascimentale.

## Riferimenti nella cultura di massa

### Musica
- Un matto (1971) canzone di Fabrizio De André basata sulla poesia Frank Drummer di Edgar Lee Masters, contenuta nella raccolta Antologia di Spoon River.
- El boig de la ciutat (1989), canzone del gruppo musicale spagnolo Sopa de Cabra.